# Bradano
Le Bradano (ancien Bradanus) est un fleuve de l'Italie et l'un des principaux de la région du Basilicate. Il a son embouchure dans le golfe de Tarente toujours en Basilicate mais après avoir traversé une partie ouest des Pouilles.

## Géographie
Il prend sa source près d'Avigliano à 938 m d'altitude dans la Basilicate et se jette dans la Mer Ionienne à Metaponto après un cours de 120 km. 

### Bassin versant
Son bassin versant est de 2 765 km2.

## Affluents
Il a pour affluents principaux le Fiumarella et le Basentello (it). 

## Hydrologie
Son module est de 7 m3/s. Son régime hydrologique est dit pluvial méridional.

## Aménagements et écologie
Il comporte plusieurs barrages formant de petits lacs.